# Бушев Сергій Михайлович
Сергій Михайлович Бушев (19 липня 1900, Самара — 11 листопада 1969, Куйбишев) — радянський військовий діяч, Генерал-майор. Голова Центрального комітету ТСОАВІАХІМ Української РСР.

## Біографія
Народився 19 липня 1900 року в Самарі. У листопаді 1918 вступив до лав РСЧА. Служив червоноармійцем в 1-му Самарському радянському робітничому полку, після чого брав участь у бойових діях на Південному і Кавказькому фронтах проти військ під командуванням генерала Антона Денікіна.
У квітні 1919 був направлений на навчання на 33-ті Самарські піхотні командні курси, в складі яких в червні-серпні 1920 брав участь у придушенні антирадянського повстання під керівництвом А. П. Сапожкова в Самарській губернії. Після закінчення курсів у серпні 1920 року був направлений в Астрахань в 1-шу Східну бригаду курсантів. У лютому 1921 курсантом і командиром відділення 5-го стрілецького полку цієї бригади на Кавказькому фронті брав участь в ході війни з Грузією.
У грудні 1922 був направлений на навчання на 10-ті Бакинські повторні курси начскладу РСЧА, після закінчення яких з липня 1923 року командував взводом і ротою в 21-й командний піхотній школі, а з серпня 1925 року командував взводом полкової школи 6-го стрілецького полку (1-ша Кавказька стрілецька дивізія, Червонопрапорна Кавказька армія).
З травня 1926 року служив у 5-му Кавказькому стрілецькому полку (2-га Кавказька стрілецька дивізія, Окрема Кавказька армія) на посадах командира взводу полкової школи, командира стрілецького взводу і роти, тимчасово виконувача обов'язків командира батальйону, помічника начальника штабу полку і начальника штабу батальйону. У 1925 році закінчив курси фізпідготовки комскладу.
У вересні 1923 брав участь в ході придушення антирадянських виступів в Душеті, з серпня по вересень 1926 — в операції з роззброєння бандформувань в Дагестані, а з травня по червень 1930 року — в ліквідації бандитизму в Нагірному Карабасі.
У грудні 1931 році був призначений на посаду помічника начальника 1-го відділення штабу 2-ї Кавказької стрілецької дивізії, а в січні 1933 направлений на навчання на курси удосконалення начальницького складу при Розвідувальному управлінні Генштабу, після закінчення яких у листопаді того ж року був призначений на посаду начальника 2-ї частини штабу 2-ї Кавказької стрілецької дивізії.
У листопаді 1937 направлений на навчання на курси удосконалення комскладу «Постріл», проте вже в січні 1938 був направлений в урядову відрядження в Іспанію, де брав участь у ході громадянської війни. Після повернення з лютого 1939 виконував обов'язки помічника командира 46-ї стрілецької дивізії по стройовій частині.
З серпня 1939 по серпень 1941 року очолював Центральний комітет ТСОАВІАХІМ Української РСР.

## Друга світова війна
З початком війни командир 337-ї стрілецької дивізії, що знаходилася на формуванні в Астрахані (Північно-Кавказький військовий округ), а потім була включена до складу 57-й резервної армії, після чого в листопаді дивізія була відправлена на Південний фронт. У січні 1942 року дивізія у складі 6-й армії фронту взяла участь у ході Барвінково-Лозівської операції, під час якої діяла невдало, внаслідок чого наказом командувача 6-ю армією від 3 лютого полковник Сергій Михайлович Бушев був відсторонений від посади, після чого був призначений виконуючим обов'язків заступника командира 411-ї стрілецької дивізії.
У березні 1942 року був призначений на посаду командира 211-ї окремої курсантської стрілецької бригади, а в квітні — на посаду командира 23-ї винищувальної бригади, яка перебувала на формуванні в Сталінградському військовому окрузі. У середині липня бригада під командуванням Бушева була передислокована в район міста Розсош, де була включена до складу Південного фронту, після чого вела бойові дії на річці Сіверський Донець, забезпечуючи відхід армій фронту, потім Донбаської оборонної операції відступала з боями на південний схід в напрямку міст Ростов-на-Дону і Моздок. У серпні в районі Моздока 23-тя винищувальна бригада пішла на доукомплектування інших частин 9-й армії, а Бушев був призначений на посаду командира 10-ї окремої стрілецької бригади, яка протягом серпня-жовтня у складі 11-го гвардійського стрілецького корпусу (9-та армія, Північна група Закавказького фронту) вела в ході Моздок-Малгобецької оборонної операції важкі бойові дії на Моздок-Малгобецькому напрямку.
У листопаді 1942 року призначений на посаду командира 176-ї стрілецької дивізії, яка у складі 18-ї армії брала участь у бойових діях під час Новоросійсько-Таманської наступальної операції, а також у звільненні Новоросійська і Таманського півострова. За відвагу в цій операції дивізія була перетворена в 129-ту гвардійську, а Сергій Михайлович Бушев нагороджений орденом Кутузова 2 ступеня. У листопаді 1943 року дивізія була передислокована в район Києва, де незабаром взяла участь у Житомирсько-Бердичівській наступальній операції, а також у визволенні міст Коростишів і Житомир, за що отримала почесне найменування «Житомирська» і була нагороджена орденом Червоного Прапора. Незабаром, в 1944, дивізія брала участь в ході до Проскурівсько-Чернівецької наступальної операції.
С 7 по 14 червня 1944 рр. — виконував обов'язки командира 30-го стрілецького корпусу, а 25 червня 1944 року був призначений на посаду командира 52-го стрілецького корпусу, який успішно діяв під час Львівсько-Сандомирської наступальної операції, а також у звільненні українських міст Львів, Миколаїв та інших населених пунктів. За відвагу при звільненні міста Львів корпус отримав почесне найменування «Львівський», а Бушев був нагороджений орденом Суворова 2 ступеня. З вересня 1944 по лютий 1945 командував корпусом під час визволення міст Кросно і Ясло, а також в Західно-Карпатської наступальної операції, в результаті чого пройшов з боями понад 100 кілометрів і звільнив до 200 населених пунктів, в тому числі польські міста Новий Сонч, Вадовиці і Бельсько-Бяла. Особливу роль корпус зіграв при прориві сильно укріпленої оборони противника в районі Кшіжовіце, Бзе, Гурни, чим забезпечив допомогу 126-му і 95-му стрілецьким корпусам (38-ма армія) під час визволення міст Жори і Моравська-Острава.
За відвагу та героїзм в боях за звільнення Польщі і Чехословаччини 52-й стрілецький корпус під командуванням Бушева був нагороджений орденом Червоного Прапора.

## У повоєнний час
У березні 1946 року направлений на навчання на Вищі академічні курси при Вищої військової академії ім. К. Є. Ворошилова, після закінчення яких у березні 1947 року призначений на посаду начальника відділу бойової та фізичної підготовки Уральського військового округу, в серпні 1949 року — на посаду командира 119-го гірськострілецької корпусу (Туркестанський військовий округ), в лютому 1951 — на посаду заступника командувача військами Сілезького військового округу, з грудня 1954 — на посаду начальника військової кафедри Казанського ветеринарного інституту.
З жовтня 1956 року у відставці. Помер 11 листопада 1969 року в місті Куйбишев.

## Нагороди та відзнаки
- Орден Леніна;
- Чотири ордена Червоного Прапора;
- Орден Богдана Хмельницького 1 ст.;
- Орден Суворова 2 ст.;
- Орден Кутузова 2 ст.;
- Орден Вітчизняної війни 1 ст.;